# Côtes-de-bordeaux
Le côtes-de-bordeaux est un vin français d'appellation d'origine contrôlée produit sur plusieurs parties du vignoble de Bordeaux. Cette appellation, créée en 2009, compte en son sein cinq dénominations géographiques complémentaires éloignées les unes des autres :
- dans le vignoble du Blayais et du Bourgeais :
  - le blaye-côtes-de-bordeaux (ancienne appellation premières-côtes-de-blaye) ;
- dans le vignoble de l'Entre-deux-Mers :
  - le cadillac-côtes-de-bordeaux (ancienne appellation premières-côtes-de-bordeaux rouges) ;
  - le sainte-foy-côtes-de-bordeaux (ancienne appellation sainte-foy-bordeaux)[6] ;
- dans le vignoble du Libournais :
  - le castillon-côtes-de-bordeaux (ancienne appellation côtes-de-castillon) ;
  - le francs-côtes-de-bordeaux (ancienne dénomination bordeaux-côtes-de-francs).

À noter que l'appellation côtes-de-bordeaux peut être utilisée sans dénomination géographique complémentaire pour les vins ne répondant pas aux conditions de production fixées pour ces dénominations géographiques complémentaires dans le cahier des charges. 
Le côtes-de-bordeaux-saint-macaire bénéficie quant à lui de son propre cahier des charges et n'est pas une dénomination géographique de l'appellation côtes-de-bordeaux.

## Histoire
En 1985, les syndicats de producteurs des appellations et dénomination bordeaux-côtes-de-francs, côtes-de-castillon, premières-côtes-de-blaye et premières-côtes-de-bordeaux (alors aussi en rouge) décident de mettre en commun leurs efforts publicitaires, avec l'« association des 5 Côtes de Bordeaux ». En 2007, l'association devient l'« Union des Côtes de Bordeaux », qui obtient en 2008 de l'INAO la création de la nouvelle appellation côtes-de-bordeaux avec la possibilité de rajouter une dénomination géographique complémentaire (blaye, francs, castillon ou cadillac).
Le cahier des charges de l'appellation est acté par le décret du 29 octobre 2009, remplaçant les anciennes appellations par les dénominations blaye, cadillac, castillon et francs. Il est ensuite modifié en décembre 2011 (passage en AOP), puis en novembre 2016 (intégration de l'ancienne appellation sainte-foy-bordeaux) et enfin en novembre 2021.

## Vignobles
Les surfaces cultivées en 2009 était de 6 490 hectares pour le blaye-côtes-de-bordeaux, 2 975 ha pour le cadillac-côtes-de-bordeaux, 2 500 ha pour le castillon-côtes-de-bordeaux, 535 ha pour le francs-côtes-de-bordeaux et 500 ha pour le sainte-foy-côtes-de-bordeaux, soit un total de 13 000 ha. En 2023, elles étaient de :
- 5 399 ha pour le blaye-côtes-de-bordeaux (dont 5 119 en rouge et 280 en blanc) ;
- 1 958 ha pour le castillon-côtes-de-bordeaux ;
- 1 027 ha pour le cadillac-côtes-de-bordeaux ;
- 892 ha pour le côte-de-bordeaux (sans dénomination géographique) ;
- 361 ha pour le francs-côtes-de-bordeaux (dont 346 en rouge et 15 en blanc) ;
- 183 ha pour le sainte-foy-côtes-de-bordeaux (dont 158 en rouge et 25 en blanc)[1].

### Aire d'appellation
| \| Bordeaux cadillac castillon francs sainte-foy blaye \| Les aires des cinq dénominations géographiques. |
| Bordeaux cadillac castillon francs sainte-foy blaye                                                       |

#### Aire de la dénomination blaye
Anglade, Berson, Blaye, Braud-et-Saint-Louis, Campugnan, Cars, Cartelègue, Cavignac, Cézac, Civrac-de-Blaye, Cubnezais, Donnezac, Étauliers, Eyrans, Fours, Générac, Laruscade, Marcenais, Marcillac, Marsas, Mazion, Plassac, Pleine-Selve, Pugnac (Lafosse), Reignac, Saint-Androny, Saint-Aubin-de-Blaye, Saint-Caprais-de-Blaye, Saint-Christoly-de-Blaye, Saint-Ciers-sur-Gironde, Saint-Genès-de-Blaye, Saint-Girons-d'Aiguevives, Saint-Mariens, Saint-Martin-Lacaussade, Saint-Palais, Saint-Paul, Saint-Savin, Saint-Seurin-de-Cursac, Saint-Vivien-de-Blaye, Saint-Yzan-de-Soudiac et Saugon.

#### Aire de la dénomination cadillac
Bassens, Baurech, Béguey, Bouliac, Cadillac-sur-Garonne, Cambes, Camblanes-et-Meynac, Capian, Carbon-Blanc, Cardan, Carignan-de-Bordeaux, Cénac, Cenon, Donzac, Floirac, Gabarnac, Haux, Langoiran, Laroque, Latresne, Lestiac-sur-Garonne, Lormont, Loupiac, Monprimblanc, Omet, Paillet, Quinsac, Rions, Saint-Caprais-de-Bordeaux, Sainte-Croix-du-Mont, Sainte-Eulalie, Saint-Germain-de-Grave, Saint-Maixant, Semens, Tabanac, Le Tourne, Verdelais, Villenave-de-Rions et Yvrac.

#### Aire de la dénomination castillon
Belvès-de-Castillon, Castillon-la-Bataille, Gardegan-et-Tourtirac, Les Salles-de-Castillon, Puisseguin, Sainte-Colombe, Saint-Genès-de-Castillon, Saint-Magne-de-Castillon et Saint-Philippe-d'Aiguille.

#### Aire de la dénomination francs
Francs, Saint-Cibard et Tayac.

#### Aire de la dénomination sainte-foy
Caplong, Eynesse, Gensac, Landerrouat, Les Lèves-et-Thoumeyragues, Ligueux, Margueron, Massugas, Pellegrue, Pessac-sur-Dordogne, Pineuilh, Riocaud, La Roquille, Saint-André-et-Appelles, Saint-Avit-de-Soulège, Saint-Avit-Saint-Nazaire, Saint-Philippe-du-Seignal, Saint-Quentin-de-Caplong et Sainte-Foy-la-Grande.

### Encépagement
Les vins rouges sont issus des cépages suivants :
- cépages principaux, le cabernet sauvignon N[3], le cabernet franc N, le côt N (ou malbec) et le merlot N ;
- cépages accessoires, le carménère N et le petit verdot N[4]. La proportion du cépage carménère N est inférieure à 10 % de l’encépagement et celle du cépage petit verdot N à 15 % de l’encépagement.

Les vins blancs sont issus des cépages suivants :
- cépages principaux, le sauvignon B, le sauvignon gris G, le sémillon B et la muscadelle B ;
- cépages accessoires, le colombard B et le ugni blanc B. La proportion de l’ensemble des cépages accessoires est inférieure ou égale à 15 % de l’encépagement[4].

### Rendements (cahier des charges)
Les rendements maximum et plafond (butoir) sont :
- 55 à 65 hl/ha pour les côtes-de-bordeaux rouges ;
- 52 à 65 hl/ha pour les dénominations rouges (blaye-côtes-de-bordeaux, cadillac-côtes-de-bordeaux, castillon-côtes-de-bordeaux, francs-côtes-de-bordeaux et sainte-foy-côtes-de-bordeaux rouges) ;
- 62 à 72 hl/ha pour les vins blancs (blaye-côtes-de-bordeaux, côtes-de-bordeaux-francs et sainte-foy-côtes-de-bordeaux blancs) ;
- 45 à 55 hl/ha pour les vins moelleux (sainte-foy-côtes-de-bordeaux moelleux) ;
- 37 à 40 hl/ha pour les vins liquoreux (francs-côtes-de-bordeaux et sainte-foy-côtes-de-bordeaux liquoreux)[4].

## Vins

### Production
En 2009, le volume de production était de 645 550 hectolitres, dont 335 000 hl de blaye, 112 425 hl de cadillac, 160 000 hl de castillon, 28 125 hl de francs et 10 000 hl de sainte-foy. En 2023, la production était de :
- 232 207 hl de blaye rouge ;
- 50 029 hl de castillon (rouge) ;
- 34 489 hl de cadillac (rouge) ;
- 31 675 hl de côtes-de-bordeaux (rouge) ;
- 11 768 hl de francs rouge ;
- 15 474 hl de blaye blanc ;
- 3 510 hl de sainte-foy rouge ;
- 1 066 hl de sainte-foy blanc ;
- 714 hl de francs blanc[1] ;

soit un total de 380 932 hl, dont 363 678 hl de rouge (95 %) et 17 254 hl de blanc (5 %).

### Rendements officiels
Les rendements officiels récents de l'appellation côtes-de-bordeaux sont (sans dénomination géographique complémentaire):
| Année | Superficie (ha) | Production (hl) | Rendement (hl/ha) |
| ----- | --------------- | --------------- | ----------------- |
| 2019  | 1 196           | 53 731          | 45                |
| 2020  | 1 019           | 39 939          | 39                |
| 2021  | 906             | 30 586          | 34                |
| 2022  | 954             | 36 604          | 38                |
| 2023  | 893             | 31 675          | 35                |

### Dégustation
Si les rendements autorisés sont légèrement supérieurs à ceux des autres vins de côtes, le profil des vins de l'appellation côtes-de-bordeaux est similaire : la plupart conjuguent une certaine charpente et une belle rondeur, ce qui les rend faciles à accorder avec la plupart des viandes (viande rouge ou blanche et gibier) et les fromages.